# Замойский, Феликс
Феликс Замойский (ум. 1535) — польский дворянин (шляхтич), войский белзский (1514), ловчий хелмский (1517), войский хелмский и сборщик налогов в Хелме и Белзе (1524), судья земли Хелмской (1525), подкоморий хелмский. Внук Фомы (Томаша) Лазнинского (ум. ок. 1473), родоначальника рода Замойских.

## Биография
Представитель польского дворянского рода Замойских герба «Елита». Сын войта красновского Флориана Замойского (ум. 1510) и Анны Комаровской. Старший брат — Николай Замойский (1472—1532), секретарь королевский (1515), пробст тарнувский (1517), каноник краковский (1517), референдарий двора (1519), кантор сандомирский (1530), схоластик ленчицкий (1531), пробст горайский и войницкий.
В 1517 году Феликс и его брат Николай получили от богатого землевладельца Яна Островского выплату долга в размере тысячи флоринов. Феликс Замойский использовал часть суммы для финансирования строительства укрепленного замка, который в 1529 году использовал для отражения татар. Его внук Ян Замойский в родовые владениях основал замок Замосць в 1580 году и стал его первым ординатом.
Был дважды женат. Имя его первой жены не известно. Вторично женился на Анне Угровецкой, от брака с которой имел двух сыновей:
- Флориан Замойский (ум. 1591), подчаший хелмский (1574), хорунжий хелмский (1582)
- Станислав Замойский (ок. 1519—1572), ловчий хелмский (ок. 1561), каштелян хелмский (1566—1572), гетман надворный коронный (1566), староста белзский.